# Imamah
Imamah (arabiska: الإمامة) är en muslimsk term som betyder ledarskap och ordet imam betyder bokstavligen ledare. Imamah är en av pelarna inom shiaislam. Imam syftar på till exempel böneledare eller församlingsledare och används generellt inom den islamiska världen.
I den shiamuslimska trosläran syftar ordet dock på gudomligt utvalda representanter. Dessa är profeten Muhammeds ställföreträdare efter dennes död och i hans frånvaro. Men även Muhammed anses ha fått statusen imam.
En filosofi med imamah är att det är nödvändigt för Gud att efter profeten Muhammeds bortgång, utse någon som liknar honom sett till felfrihet och idealiska egenskaper (förutom uppenbarelse och profetskap). Detta för att tillsätta imamen som en ersättare i att skydda religionen och leda folket. Annars skulle planen om generell vägledning störas, och folk skulle kunna invända mot Guds system om vägledning. Denna princip om att kunna klaga inför Gud om avsaknad av vägledning nämns i koranvers 4:165.

## I Koranen
I vers 17:71 i Koranen står det att Gud säger att Han kommer att samla alla människor med deras imamer på domedagen. I vers 2:124 i Koranen nämns ordet imam där Gud lovar profeten Abraham att göra honom till imam för människorna. Abraham frågar Gud gällande sina ättlingar. Gud svarar att Hans löfte inte gäller de orättfärdiga.